# Juan Nicasio Gallego

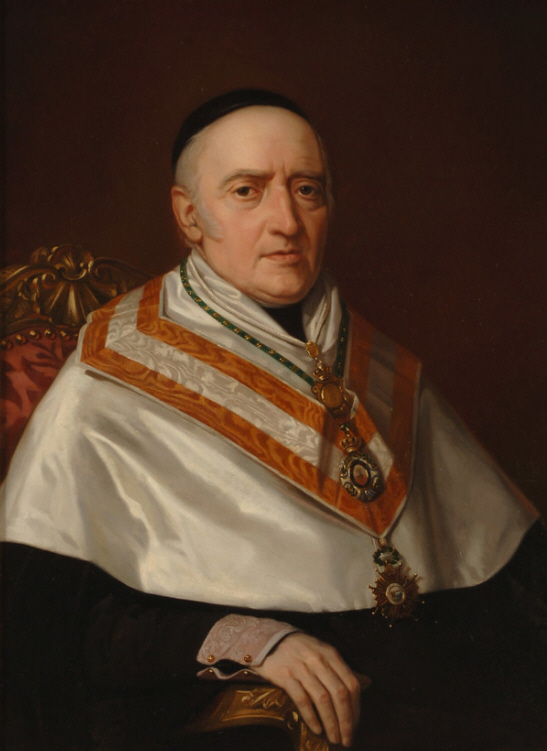
Juan Nicasio Gallego, Luis de Madrazo.

Juan Nicasio Gallego, född 14 december 1777, död 9 januari 1853, var en spansk romersk-katolsk präst och poet.
Bland Gallegos många synnerligen talrika oden, elegier och sonetter är främst ett ode, som trots en svulstig stil behållit sin betydelse och ansetts som ett av Spaniens främsta patriotiska kväden, nämligen El dos de Mayo, där de hjältar som fallit i kriget mot fransmännen 1808 hyllas. Gallego var en trogen klassiker och en skarp kritiker av romantiken. En upplaga av hans samlade dikter utgavs i Rivadeneyras Biblioteca de autores españoles (1875).